# Berchemia pauciflora
Berchemia pauciflora är en brakvedsväxtart som beskrevs av Carl Maximowicz. Berchemia pauciflora ingår i släktet Berchemia och familjen brakvedsväxter. Inga underarter finns listade i Catalogue of Life.